# Wojciech Gołuchowski
Wojciech Gołuchowski herbu Leliwa (zm. przed 22 października 1709 roku) – wojski oświęcimski i wojski nowokorczyński, członek konfederacji sandomierskiej 1704 roku z księstw oświęcimskiego i zatorskiego.
Był konsyliarzem województwa sandomierskiego w konfederacji sandomierskiej 1704 roku. 